# 10583 Канетугу
10583 Канетугу (10583 Kanetugu) — астероїд головного поясу, відкритий 21 листопада 1995 року.
Тіссеранів параметр щодо Юпітера — 3,129.